# Ishaq ibn 'Ali al-Ruhawi
Ishāq ibn 'Alī al-Ruhāwī est un médecin arabe qui a vécu au IXe  ou au  Xe siècle, connu par un seul ouvrage en vingt chapitres intitulé Adab al-tabib (Éthique du médecin).
On en est pratiquement réduit aux conjectures à son sujet (Ibn Abi Usaybi'a ne lui consacre pas de notice dans son dictionnaire biographique des médecins). Son surnom « al-Ruhawi » indique apparemment qu'il était originaire de la ville appelée en arabe « al-Ruha », c'est-à-dire l'antique Édesse, actuellement Şanlıurfa. Cette origine, et sa profession de médecin, ont fait supposer qu'il a dû être d'abord chrétien, mais son texte fait plutôt penser qu'au moment de sa rédaction il était musulman.
Son traité de déontologie médicale est conservé dans un manuscrit unique de la Süleymanie Kitabhane d'Istanbul (n° 1658), de 112 folios, avec 17 lignes par page, dédié au sultan Bayezid II. Les vingt chapitres sont consacrés aux aspects moraux et pratiques de la profession médicale, notamment : la loyauté et la bonne foi du médecin, la condamnation de la corruption et du charlatanisme, la dignité qui s'attache à cette profession et le respect qu'elle mérite, les critères de sélection des bons médecins, le soin que le médecin doit avoir de lui-même, les bons comportements pendant les visites, la manière d'interroger le patient et ses proches, ce que le patient lui-même doit dire ou taire devant le médecin et la manière de recevoir ses directives selon qu'on est malade ou en bonne santé, etc. Le médecin est appelé « gardien des âmes et des corps ».   
Al-Ruhawi avait écrit trois autres ouvrages, a priori perdus : une compilation des quatre traités de Galien qui forment la première partie des Summaria Alexandrinorum ; une Introduction à la dialectique ; un texte consacré aux examens des médecins.